# Тиффин, Памела
Памела Тиффин (англ. Pamela Tiffin, 13 октября 1942, Оклахома-Сити, Оклахома, США — 2 декабря 2020, Манхэттен, Нью-Йорк) — американская актриса. Большую часть карьеры артистка снималась в лентах итальянских режиссеров, таких как «Почти идеальное убийство», «Убей меня поцелуями», «Сегодня, завтра, послезавтра», «Синьора в состоянии принуждения» и «Викинг, пришедший с юга».
Родилась в Оклахома-Сити в семье с русскими и британскими корнями, а детство провела в Чикаго, где с юных лет работала моделью. В 1961 году состоялся её кинодебют с участия в картинах «Лето и дым» Хэла Б. Уоллиса и «Один, два, три» Билли Уайлдера, роли в которых принесли ей номинации на «Золотой глобус» как лучшей начинающей актрисе и за лучшую женскую роль второго плана. В 1967 году Тиффин стала обладательницей премии «Театральный мир» за роль в пьесе «Ужин в восемь». После ещё нескольких ролей в Голливуде актриса переехала в Италию, где продолжила актёрскую карьеру.
Первым супругом Тиффин был журналист и основатель «New York Magazine» Клай Фелкер. В Италии она познакомилась с философом Эдмондо Даноном, за которого в 1974 году вышла замуж и родила от него двоих дочерей.